# Pellicola cinematografica a colori
La pellicola cinematografica a colori indica un particolare tipo di pellicola cinematografica, ed in particolar modo sia la pellicola a colori, in formato compatibile con l'uso in una cinepresa, che al prodotto finito, pronto per la proiezione. Le prime pellicole erano costituite da un'emulsione fotografica a base di alogenuri d'argento e consentivano solo riprese in bianco e nero. L'immagine risultante era formata da una gamma di toni grigi che andava dal nero al bianco, a seconda dell'intensità luminosa dei vari punti del soggetto ripreso.
Con la pellicola a colori è registrata non solo la luminanza del soggetto ma anche il suo colore. Questo comporta la necessità di analizzare i colori presenti nella scena ripresa e collocarli in regioni predefinite dello spettro luminoso (normalmente tre: rosso, verde, blu). Le pellicole attuali sono costituite da strati di emulsione sensibili ognuno a una di queste tre regioni dello spettro luminoso, in modo da utilizzare sia in ripresa che in proiezione una singola striscia di pellicola. Nella storia sono stati utilizzati anche altri sistemi: per esempio, il sistema Tecnicolor prevedeva nella sua ultima evoluzione l'uso di tre pellicole in bianco e nero e di filtri prismatici atti a separare le varie componenti colore;  il Dufaycolor utilizzava filtri colorati posizionati come un mosaico, direttamente sulla pellicola; il Kinemacolor prevedeva la registrazione e la proiezione a velocità doppia di fotogrammi sottoposti alternativamente a un filtro rotante colorato in verde e rosso.

## Colorazione a mano
Poiché ai suoi esordi la pellicola vergine (ortocromatica) era sensibile solamente ai colori dal blu al verde ma non al rosso, si dovette aspettare l'avvento delle emulsioni (pancromatiche) sensibili a tutte le componenti dello spettro visibile per avere le prime vere riprese a colori. Nel frattempo i primi film proiettati a colori venivano colorati a mano utilizzando coloranti all'anilina per creare un colore artificiale. I primi film di questo tipo apparvero nel 1895 con Anabelle's Dance di Thomas Edison, dipinto a mano per gli spettatori del suo kinetoscopio.
Anche molti cineasti dei primi dieci anni della storia del cinema usavano in qualche misura questo metodo. Georges Méliès offriva copie colorate a mano dei propri film a un costo addizionale rispetto alle versioni in bianco e nero, inclusi i pionieristici effetti visivi di Viaggio nella Luna del 1902. Il film aveva diverse parti della pellicola colorate fotogramma per fotogramma da ventuno donne che operavano a Montreuil con un sistema di lavorazione in serie.
Il primo processo di colorazione che ebbe successo commerciale fu introdotto nel 1905 dalla Pathé Frères. Il Pathé Color (ribattezzato Pathéchrome nel 1929) divenne uno dei più accurati e affidabili sistemi di colorazione a maschere. Utilizzando una stampa originale del film venivano create delle sezioni, tagliate per mezzo di un pantografo nelle zone adatte a produrre delle matrici capaci di discriminare fino a sei colori, utilizzate poi in una macchina per la colorazione con rulli di velluto imbevuti di colorante. Dopo aver prodotto le maschere per l'intero film, venivano poste a contatto con la pellicola da colorare, che era fatta scorrere ad alta velocità (60 piedi, ossia 18,29 metri al minuto) attraverso la macchina per la colorazione (tintura). Il processo era ripetuto per ogni serie di maschere corrispondenti ai diversi colori. Nel 1910, la Pathé aveva oltre 400 donne impiegate alla produzioni di matrici nel suo stabilimento di Vincennes. Il Pathéchrome continuò la produzione per tutti gli anni trenta.
Una tecnica più comune nota come colorazione della pellicola (film tinting) emerse all'inizio degli anni dieci, un processo nel quale veniva tinta l'emulsione o direttamente il supporto, dando all'immagine una dominante monocromatica a colore uniforme. Questo processo fu popolare durante l'era del muto, con colori specifici impiegati per certi effetti narrativi (rosso per le scene con il fuoco o alla luce del fuoco, blu per la notte, ecc.).
Un processo complementare, chiamato viraggio (toning), sostituisce i grani d'argento della pellicola con sali metallici o coloranti mordenzati. Questo crea un effetto cromatico in cui le parti scure dell'immagine sono sostituite con un colore (ad esempio, bianco e blu piuttosto che bianco e nero). La colorazione e il viraggio a volte erano applicate insieme.
Negli Stati Uniti, un incisore di St. Louis, Max Handschiegl, e il direttore della fotografia Alvin Wyckoff crearono il processo a colori Handschiegl, un processo a trasferimento di colore simile alle maschere. Questo venne usato per la prima volta in Giovanna d'Arco (1916), diretto da Cecil B. DeMille, e in sequenze di effetti speciali per film come Il fantasma dell'Opera (1925).
La Eastman Kodak introdusse il proprio sistema di pellicole in bianco e nero precolorate chiamato Sonochrome nel 1929. La linea del Sonochrome presentava pellicole colorate in diciassette colori diversi compresi Soffio di pesca (Peachblow), Inferno, Fiamma di candela (Candle Flame), Luce del sole (Sunshine), Foschia porpora (Purple Haze), Luce del fuoco (Firelight), Azzurro (Azure), Notturno (Nocturne), Verdeggiante (Verdante), Verde acqua (Aquagreen), Capriccio (Caprice), Fiordaliso (Fleur de Lis), Rosa dorata (Rose Doree) e l'Argento (Argent) a densità neutra, che impediva allo schermo di diventare eccessivamente chiaro quando si passava a una scena in bianco e nero.
L'imbibizione e il viraggio continuarono ad essere usati ben dopo l'avvento dell'era del sonoro. Negli anni trenta e quaranta, alcuni film western furono trattati in una soluzione che virava al seppia per evocare la sensazione delle vecchie fotografie d'epoca. L'imbibizione fu usata ancora nel 1951 per il film di fantascienza di Sam Newfield, Il continente perduto, per le sequenze verdi del mondo perduto. Alfred Hitchcock usò una forma di colorazione a mano per la raffica di mitra rosso-arancio diretta contro il pubblico in Io ti salverò (1945). Il Sonochrome della Kodak e altre simili pellicole vergini precolorate erano ancora in produzione fino agli anni settanta; erano usate comunemente per le anteprime cinematografiche speciali e per gli spezzoni che le precedevano.

## Fisica della luce e del colore
I princìpi sui quali si basa la fotografia a colori furono proposti per la prima volta dal fisico scozzese James Clerk Maxwell nel 1855 e presentati alla Royal Society a Londra nel 1861. A quell'epoca era ormai noto che la luce comprende uno spettro di varie lunghezze d'onda che sono percepite come colori diversi poiché sono assorbite e riflesse dagli oggetti naturali in modo diverso. Maxwell scoprì che tutti i colori naturali in questo spettro possono essere riprodotti con combinazioni additive di tre colori primari - rosso, verde e blu - che, quando sono mescolati insieme in parti uguali, producono la luce bianca.
Tra il 1900 e il 1935, furono introdotti dozzine di sistemi di colorazione naturale, anche se solo alcuni ebbero successo.

### Mescolanza additiva
I primi sistemi di colorazione apparsi nella cinematografia erano basati sulla mescolanza additiva. Il colore additivo era pratico perché non era necessaria alcuna speciale pellicola vergine a colori. La pellicola in bianco a nero poteva essere elaborata e utilizzata sia nella lavorazione del film che nella proiezione. I vari sistemi a mescolanza additiva esigevano l'uso di filtri colorati sia sulla macchina da presa che sul proiettore. La mescolanza additiva forma l'immagine combinando la luce dei colori primari in varie proporzioni. A causa della limitata quantità di spazio per registrare le immagini sulla pellicola, e in seguito per la mancanza di una macchina da presa che potesse registrare più di due strisce di pellicola contemporaneamente, la maggior parte dei primi sistemi di colorazione dei film utilizzavano due colori, spesso rosso e verde o rosso e blu.
Il colore nella produzione cinematografica industriale ebbe effettivamente inizio con il Kinemacolor, introdotto nel 1906. Si trattava di un sistema a due colori creato in Inghilterra da Edward R. Turner e George Albert Smith e promosso nel 1908 da The Charles Urban Trading Company del pioniere del cinema Charles Urban. Fu usato per una serie di film compreso il documentario With Our King and Queen Through India, che descriveva il Delhi Durbar (noto anche come The Durbar at Delhi, 1912), girato nel dicembre 1911. Il processo Kinemacolor consisteva di un'alternanza di fotogrammi in bianco e nero dotati di sensibilizzazione speciale che scorrevano alla velocità di 32 fotogrammi al secondo attraverso un filtro rotante con zone alternate rosse e verdi. La pellicola, una volta sviluppata, veniva poi proiettata attraverso lo stesso filtro con il rosso e il verde alternati alla stessa velocità. Il senso del colore era ottenuto sfruttando la persistenza dell'immagine sulla retina, attraverso la combinazione dei fotogrammi alternati, rossi e verdi.
William Friese-Greene inventò un altro sistema di mescolanza additiva chiamato Biocolour, che fu sviluppato da suo figlio Claude Friese-Greene dopo la morte del padre nel 1921. William fece causa a George Albert Smith, sostenendo che il processo Kinemacolor violava i brevetti della sua Bioschemes, Ltd.; come risultato, il brevetto di Smith fu revocato nel 1914. Sia il Kinemacolor che il Biocolour avevano problemi di formazione di "frange" o "aloni" nell'immagine, dovuti alla separazione dei fotogrammi rossi e verdi che non combinavano perfettamente.
Nel 1931 l'inventore francese Louis Dufay sviluppò il Dufaycolor, una pellicola a inversione (genera un'immagine positiva sull'originale utilizzato nella cinepresa) che usava un mosaico di minuscoli elementi di filtro dei colori primari, collocati tra l'emulsione e la base della pellicola..
Proprio per la natura stessa dei sistemi, la mescolanza additiva non era economica. A causa dei filtri utilizzati, per proiettare le pellicole era richiesta più luce di quanta ne fosse normalmente necessaria per proiezioni in bianco e nero, col risultato che le immagini risultavano meno luminose di quelle medie in bianco e nero. Più grande era lo schermo, meno luminoso era il film. Per questo, e per altre ragioni contingenti, i processi a colori additivi per i film persero favore nel periodo della seconda guerra mondiale. Il sistema di mescolanza additiva dei colori viene impiegato attualmente per tutti i sistemi di video e di schermi per computer.

### Mescolanza sottrattiva
Il primo sistema di successo basato sulla mescolanza sottrattiva fu chiamato Kodachrome dalla Kodak; il cui nome fu riciclato venti anni dopo per indicare un marchio di pellicola a colori molto più conosciuto. Le immagini venivano registrate su pellicola a doppia emulsione, selettivamente sensibili al verde e al rosso. Eliminando l'argento e sostituendolo con pigmenti colorati, si ottiene un'immagine a colori. Il primo film narrativo della Kodak prodotto con l'utilizzo di tale processo fu un breve soggetto intitolato Concerning $1000 (1916).
Il Kodachrome, tuttavia, non trovò espansione nel mercato commerciale, e il primo processo di colorazione basato sulla mescolanza sottrattiva che ebbe veramente successo fu il Prizma di William van Doren Kelley, un primitivo processo di colorazione introdotto inizialmente al Museo americano di storia naturale di New York l'8 febbraio 1917. Il Prizma comparve nel 1916 come sistema basato sulla mescolanza additiva simile al Kinemacolor. Ma dopo il 1917 Kelley reinventò il processo basandolo sulla mescolanza sottrattiva e lo utilizzò per diversi anni in cortometraggi e documentari di viaggio, come Everywhere with Prizma (1919) e A Prizma Color Visit to Catalina (1919), prima di distribuire lungometraggi come il documentario Bali the Unknown (1921), il film The Glorious Adventure (1922) e Venus of the South Seas (1924).
L'invenzione del Prizma portò a una serie di processi di colorazione simili fra loro. Questo sistema a due colori (bipack o bipacking) utilizzava due pellicole che giravano contemporaneamente nella macchina da presa registrando una la luce rossa, l'altra la luce blu-verde. Le immagini in negativo e in bianco e nero così ottenute venivano stampate sui due lati di una pellicola a doppia emulsione, nei toni del rosso e del blu, creando effettivamente una stampa colorata a mescolanza sottrattiva.
Leon Forrest Douglass (1869–1940), il fondatore della Victor Records, sviluppò un sistema che chiamò Naturalcolor, che venne presentato per la prima volta in un cortometraggio, fatto per testare il processo, il 15 maggio 1917 nella sua casa a San Rafael in California. L'unico lungometraggio noto prodotto con questo processo, Cupid Angling (1918) con protagonista Ruth Roland e un breve apparizione di Mary Pickford e Douglas Fairbanks, fu girato nella zona del Lago Lagunita nella Contea di Marin in California.
Dopo aver condotto esperimenti con le più avanzate metodologie di sistemi basati sulla mescolanza additiva, inclusa una macchina da presa con due ottiche (uno con un filtro rosso e un altro con un filtro verde), tra il 1915 e il 1921 il Dr. Herbert Kalmus, il Dr. Daniel Comstock e il meccanico W. Burton Wescott (che lasciò la società nel 1921) svilupparono il sistema a mescolanza sottrattiva per il Technicolor. Questo sistema utilizzava una macchina da presa appositamente modificata con prisma separatore, in modo da dirigere le onde luminose rosse e verdi a due diversi negativi in bianco e nero. Dai negativi venivano ricavate due stampe su pellicole con spessore dimezzato rispetto a quello normale, che riproducevano, rispettivamente, il rosso e il verde. Queste venivano quindi unite insieme, base contro base, in una singola striscia. Il primo film che utilizzò tale processo fu The Toll of the Sea (1922) con protagonista Anna May Wong, mentre il film più ambizioso fu probabilmente Il pirata nero (1926), diretto da Albert Parker, con protagonista e produttore Douglas Fairbanks. Il sistema fu perfezionato integrandolo con la tecnica dell'imbibizione del colorante, che permetteva il trasferimento dei coloranti da entrambe le matrici in una singola stampa, evitando così i problemi legati al fissaggio di due stampe una contro l'altra e consentendo di creare più stampe da un singolo paio di matrici.
Il sistema del Technicolor fu estremamente popolare per anni, ma era molto costoso: Il costo delle riprese risultava triplicato rispetto a quelle in bianco e nero, e anche i costi di stampa erano elevati. Nel 1932, quando la fotografia a colori in generale era stata quasi abbandonata dalle più importanti case di produzione, venne sviluppato un sistema Technicolor progredito per registrare tutti i tre colori primari. Utilizzando uno speciale sistema ottico, un separatore dicroico realizzato con due prismi a 45° nella forma di un cubo, la luce dalle lente veniva deflessa dai prismi e divisa in tre percorsi per esporre ciascuno dei tre negativi in bianco e nero (destinati a registrare, rispettivamente, la densità luminosa del rosso, del verde e del blu).
I tre negativi venivano quindi stampati su matrici di gelatina, e dopo aver sbiancato completamente l'immagine eliminando l'argento, restava la registrazione in gelatina dei colori relativi all'immagine. La stampa ricevente, composta da un negativo in bianco e nero, con un'impressione al 50% di densità della registrazione verde, comprensiva già della traccia audio, veniva trattata con mordenti per il colorante per favorire il processo di imbibizione (questo strato "nero" fu eliminato nei primi anni quaranta). Le matrici di ciascuna striscia venivano spalmate con la loro tinta complementare (giallo, ciano o magenta) e, ciascuna in sequenza, portate a contatto ad alta pressione con il ricevente, il quale grazie al trattamento di imbibizione tratteneva le tinte, che complessivamente erano in grado di rendere uno spettro di colori più ampio rispetto alle tecnologie precedenti. Il primo film fatto con il sistema a tre colori (chiamato anche sistema a tre strisce) fu Flowers and Trees, film d'animazione di Walt Disney (1932); il primo cortometraggio La Cucaracha (1934) e il primo lungometraggio Becky Sharp (1935).
Ci furono altri processi basati sulla mescolanza sottrattiva, incluso il Gasparcolor, un sistema a tre colori monostriscia sviluppato nel 1933 dal chimico ungherese Dr. Bela Gaspar.
La spinta determinante per il passaggio della produzione dai film in bianco e nero a quelli a colori venne data dalla massiccia presenza della televisione nei primi anni cinquanta. Nel 1947 solo il 12% dei film americani erano a colori. Nel 1954 questa quota era salita oltre il 50%. La crescita dei film a colori fu inoltre favorita dall'interruzione del monopolio Technicolor sui media. Nel 1947 il Dipartimento della Giustizia degli Stati Uniti promosse un'azione legale antitrust contro il Technicolor per monopolizzazione della cinematografia a colori (anche se erano in uso generalmente processi concorrenti come il Cinecolor e il Trucolor). Nel 1950 una corte federale ordinò a Technicolor di distribuire un certo numero delle sue cineprese a tre strisce per l'utilizzo da parte di case di produzione e di registi indipendenti. Sebbene questo fu certamente un colpo per il Technicolor, la sua vera rovina fu l'invenzione dell'Eastmancolor quello stesso anno.

## Pellicola a colori monostriscia (monopack)

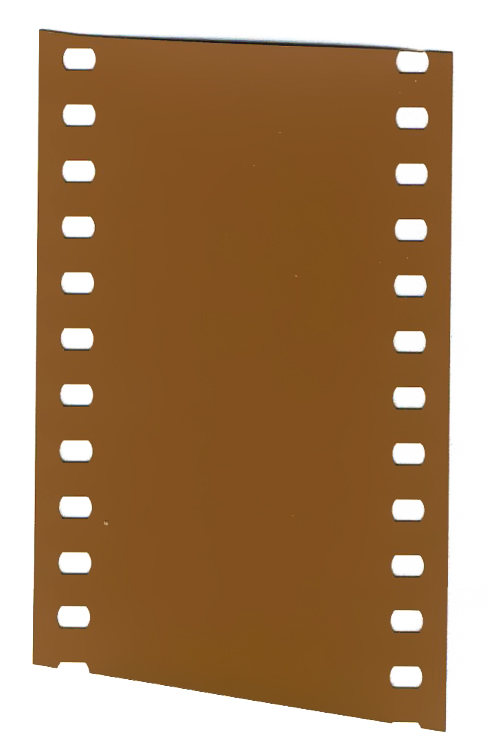
Una striscia di negativo a colori da 35 mm non sviluppato.

La moderna pellicola a colori è basata sul sistema a mescolanza sottrattiva, che riproduce i colori della scena scindendo la luce bianca e impressionando contemporaneamente diversi strati di gelatina sensibile ai vari colori, depositati su una singola striscia di pellicola. Un colore sottrattivo (ciano, magenta, giallo) è ciò che rimane quando uno dei colori additivi primari (rosso, verde, blu) è stato rimosso dallo spettro. La pellicola a colori monostriscia della Eastman Kodak era composta da tre diversi strati di emulsione sensibile ai colori, su un'unica striscia di pellicola. Il Kodachrome, introdotto nel 1935, fu la prima applicazione di pellicola monopack multistrato che ebbe successo commerciale.
L'Eastmancolor introdusse nel 1950 il primo sistema economico di registrazione basato sull'utilizzo di negativo monostriscia da 35 mm. Ciò rese la fotografia a colori a tre strisce relativamente obsoleta, anche se nei primi anni che seguirono il controllo di qualità del Technicolor nella stampa produceva colori più precisi rispetto alla pellicola monopack, e la stampa a trasferimento di tinta manteneva il suo colore più a lungo che una stampa Eastman, che col tempo tendeva a sbiadire, principalmente a causa del trattamenti chimici mediocri e di un improprio sistema di conservazione. Il primo lungometraggio commerciale ad usare l'Eastmancolor fu il documentario Royal Journey, distribuito nel dicembre 1951. Le case di produzione di Hollywood attesero l'arrivo nel 1952 di una versione migliorata del negativo Eastmancolor prima di utilizzarlo.
Il Technicolor continuò ad offrire il processo di stampa basato sull'imbibizione dei coloranti per le stampe da proiezione fino al 1975; nel 1998 venne addirittura rivitalizzato per un breve periodo. Come formato di archiviazione, le stampe in Technicolor sono uno dei processi di stampa a colori più stabili mai creati: conservate correttamente, si stima possano mantenere il colore per secoli. Con l'introduzione delle pellicole a bassa perdita di colore (LPP), la pellicola a colori monopack adeguatamente conservata (a 45 °F o 7 °C di temperatura e al 25% di umidità relativa) ci si attende che duri senza sbiadire un tempo comparabile. La pellicola trasparente Kodachrome conservata a 0 °F (−18 °C) dovrebbe durare un tempo simile senza apprezzabile degradazione dell'immagine. Le pellicole a colori monopack conservate in modo improprio prima del 1983 possono subire una perdita dell'immagine del 30% anche in meno di 25 anni.

## Come funziona la moderna pellicola a colori

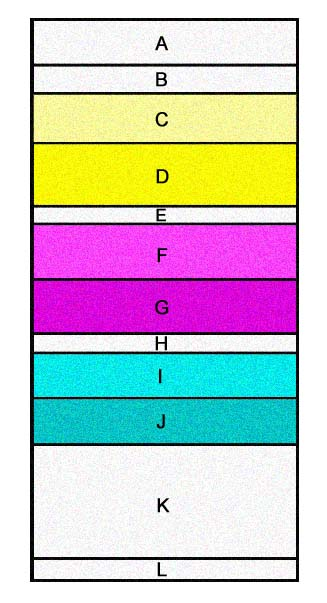
Una rappresentazione degli strati all'interno di un pezzo del negativo sviluppato di una moderna pellicola a colori da 35 mm. Quando è sviluppato, i copulanti cromogeni negli strati sensibili al blu, al verde e al rosso trasformano i cristalli di alogenuro d'argento esposti nei loro rispettivi colori complementari (giallo, magenta e ciano). La pellicola è costituita da strato superiore chiaro di protezione (A), filtro UV (B), strato blu "veloce" (C), strato blu "lento" (D), filtro giallo per impedire il passaggio della luce blu (E), strato verde "veloce" (F), strato verde "lento" (G), strato intermedio (H), strato rosso "veloce" (I), strato rosso "lento" (J), base chiara di triacetato (K) e supporto anti-alonatura (rem-jet, L).

La moderna pellicola a colori è composta da molti strati diversi che interagiscono per riprodurre l'immagine a colori. Nei negativi delle pellicole a colori ci sono tre principali strati colorati dedicati rispettivamente alla registrazione blu, a quella verde e a quella rossa; ciascuna è costituita da due strati separati che contengono cristalli di alogenuro d'argento e copulanti cromogeni. Una rappresentazione a sezione trasversale di un pezzo del negativo sviluppato è mostrato nella figura a destra. Ciascuno strato della pellicola è così sottile che l'insieme di tutti gli strati, compresi la base di triacetato e il supporto anti-alonatura, è spesso meno di 8 µm.
I tre strati colorati sono sovrapposti come mostrato a destra, con anteposto un filtro UV per impedire di esporre i cristalli di alogenuro d'argento alla radiazione ultravioletta invisibile, alla quale sono naturalmente sensibili. Poi ci sono gli strati sensibili al blu (veloce e lento), i quali, una volta sviluppati, formano l'immagine latente relativa a questo colore. Quando il cristallo di alogenuro d'argento esposto viene sviluppato, è sostituito da un colorante granulare del suo colore complementare. Questo forma una macchia di colorante (come una goccia d'acqua su un tovagliolo di carta) la cui espansione è limitata dai copulanti cromogeni, tecnicamente DIR (development-inhibitor-releasing), che hanno anche la funzione di perfezionare la nitidezza dell'immagine processata limitando l'espansione di colorante. Le macchie di colorante che si formano nello strato sensibile al blu sono in realtà gialle (colore complementare al blu). Per ciascun colore ci sono due strati, uno "veloce" e uno "lento". Lo strato veloce è caratterizzato da granuli più grandi che sono più sensibili alla luce rispetto allo strato lento, il quale ha granuli più fini ed è meno sensibile alla luce. I cristalli di alogenuro d'argento sono tutti normalmente sensibili alla luce blu, così gli strati che riproducono tale banda luminosa si trovano nella parte superiore della pellicola e sono immediatamente seguiti da un flitro giallo, che previene l'esposizione degli strati sensibili al verde e al rosso. Successivamente ci sono gli strati sensibili al rosso (che diventano color ciano quando sviluppati) e, alla fine, gli strati sensibili al verde (che diventano magenta quando sviluppati). Fra i vari strati sensibili ai colori è interposto uno strato separatore gelatinoso al fine di evitare che gli strati sensibili si influenzino fra loro. Sotto all'intera struttura (la cosiddetta film base) è posto uno strato anti-alonatura il quale evita che la luce intensa possa essere riflessa dalla base chiara della pellicola e possa quindi tornare indietro attraverso il negativo con l'effetto di esporre due volte i cristalli e di creare aloni di luce attorno ai punti luminosi. Nella pellicola a colori è detto rem-jet, ed è uno strato non gelatinoso, pigmentato di nero, posizionato sul retro della base della pellicola, che viene rimosso nel processo di sviluppo.
Eastman Kodak produce pellicola in rotoli larghi 54 pollici (1.372 mm). Questi vengono tagliati in varie misure (65 mm, 35 mm, 16 mm, super8) secondo il bisogno.

## Produttori di moderna pellicola a colori per uso cinematografico
La pellicola cinematografica, soprattutto a causa del supporto rem-jet, richiede una lavorazione diversa da quella standard C-41. Il processo necessario è l'Eastman Color Negative 2 (ECN-2), il cui primo passo prevede l'utilizzo di un bagno alcalino per rimuovere lo strato antiriflesso posteriore. Ci sono anche differenze minori nel resto del processo. Se il negativo cinematografico è gestito attraverso un bagno standard C-41 per lo sviluppo delle pellicole a colori, lo strato antiriflesso (rem-jet) si scioglierà in parte, compromettendo così l'integrità dello sviluppatore, il che può, potenzialmente, rovinare anche la pellicola.
Le due principali società di produzione di pellicole a colori per l'uso cinematografico sono Eastman Kodak e Fujifilm.

### Pellicole a colori per uso cinematografico della Kodak
Sul finire degli anni ottanta, Kodak introdusse l'emulsione T-Grain (Tabular-grain), che costituì un avanzamento tecnologico in termini di forma e disposizione dei granuli di alogenuro d'argento nelle proprie pellicole. Il T-Grain è un granulo di alogenuro d'argento piatto che permette di avere una maggiore superficie, ottenendo quindi una maggiore sensibilità alla luce, con granuli relativamente piccoli e una struttura più uniforme da cui deriva una minore granulosità della pellicola. Ciò rende le pellicole più nitide e più sensibili. La tecnologia T-Grain fu impiegata per la prima volta dalla Kodak nella linea EXR di pellicole per uso cinematografico. Questa fu ulteriormente perfezionata nel 1996 con la linea di emulsioni Vision, cui seguì la Vision2 nei primi anni dopo il 2000 e la Vision3 nel 2007.

### Pellicole a colori per uso cinematografico della Fuji
Anche Fuji integra granuli piatti nelle sue pellicole SUFG (Super Unified Fine Grain). In questo caso il granulo SUFG non è solo piatto, ma anche esagonale e regolare nella forma in tutti gli strati di emulsione. Come il T-grain, presenta una maggiore superficie in un granulo più piccolo (di dimensione pari a circa un terzo rispetto al granulo tradizionale) a parità di sensibilità alla luce. Nel 2005 Fuji presentò la pellicola per uso cinematografico Eterna 500T, la prima in una nuova linea di emulsioni.